# Vodranty
Vodranty település Csehországban, a Kutná Hora-i járásban. Vodranty Močovice, Souňov, Krchleby és Kluky településekkel határos. Lakosainak száma 75 fő (2024. január 1.).

## Népesség
A település lakosságának változását az alábbi diagram mutatja:
| Lakosok száma | 218  | 227  | 200  | 153  | 128  | 75   | 77   | 89   | 81   | 75   |
|               | 1869 | 1900 | 1921 | 1961 | 1980 | 2011 | 2016 | 2019 | 2021 | 2024 |